# Bernard Besret
Jean-Claude Besret, longtemps connu sous le nom de Dom Bernard puis sous celui de Bernard Besret, est un ex-théologien catholique et religieux français né à Saint-Hervé (Côtes-d'Armor) le 16 mars 1935. Il a rompu avec le catholicisme dans les années 1970.

## Biographie
Influencé dans son adolescence par la Philosophia perennis d'Aldous Huxley, et entré en 1953, à dix-huit ans, à l'abbaye cistercienne de Boquen (Côtes-d'Armor), restaurée par Dom Alexis Presse à partir de 1936 dans le sens d'un retour aux observances primitives de l'Ordre de Cîteaux, Jean-Claude Besret y fait profession comme moine sous le nom de Bernard en 1954. L'année suivante, en 1955, il est envoyé par son supérieur à Rome pour y faire des études de théologie à la faculté pontificale de Saint-Anselme. Il y est profondément marqué par les cours de dogmatique de Dom Cipriano Vagaggini (1909-1999), moine bénédictin, pour qui, écrira-t-il plus tard, « le christianisme n'était pas affaire ni de dogmes ni de morale, ni de religion. C'était avant tout une histoire au cœur même de l'histoire des hommes dans laquelle Dieu avait choisi de jouer un rôle en s'y incarnant, et à laquelle il nous invitait à prendre une part active ».
Devenu docteur en théologie, il est chargé en 1960 par l'abbé général de l'ordre cistercien, Dom Sighard Kleiner, d'étudier la possibilité d'une récupération de l'abbaye de Clairvaux par l'Ordre de Cîteaux. Cette tentative restera sans lendemain. Mais c'est de l'ouverture, en 1962, des travaux du concile Vatican II, que date l'entrée de Bernard Besret dans la vie publique. Conseiller théologique de plusieurs évêques belges et français, il exerce une certaine influence sur les conclusions des débats relatifs à la « rénovation de la vie religieuse » (décret « Perfectae Caritatis », dont il est l'un des principaux rédacteurs). Contraint de se retirer pour raisons de santé, Dom Alexis Presse le nomme prieur de Boquen en 1964 (après neuf années de séjour à Rome). Bernard Besret transforme aussitôt le monastère en une sorte de laboratoire pour la réforme de la vie monastique. Il abandonne notamment le latin et le chant grégorien et supprime la traditionnelle clôture monastique.
Les conceptions de Bernard Besret, exprimées dans ses premiers écrits et dans une conférence proférée le 20 août 1969, « Boquen, hier, aujourd'hui, demain », reposent sur le primat donné à la recherche individuelle par rapport à la discipline communautaire et tendent à substituer aux règles traditionnelles (à la règle de saint Benoît, en particulier) les « expériences » d'une « communion » ouverte sur le monde et constamment à l'écoute de l'imprévu et de la nouveauté. Associées aux idées de mai 1968, ses initiatives de plus en plus diverses et, finalement, son éloignement progressif des dogmes de la foi catholique (il parle, dès cette époque, de « mythologie chrétienne ») entraînent, d'une part, le désaveu de la hiérarchie catholique (il est déposé de sa charge de prieur en 1969) et, d'autre part, sa marginalisation.[réf. nécessaire]
Ce n'est qu'en 1974 qu'il quitte finalement l'abbaye de Boquen et sa « communion » de plus en plus déchirée entre factions adverses[Interprétation personnelle ?], et rompt définitivement avec l’Église[réf. nécessaire]. Révélant qu'il est franc-maçon (affilié au Grand Orient de France)[réf. nécessaire], il exerce diverses missions au service de l’État, notamment à Rennes puis au sein de la Cité des sciences et de l'industrie de la Villette.
Il s'intéresse ensuite au taoïsme, spécialement à partir de 1997, date de son premier voyage en Chine.
Après une contribution à la création du musée des sciences et de la technologie de Shanghai, il organise des voyages culturels en Chine et fonde en 2010, avec son ami Zhu Ping Ping, un centre de culture traditionnelle chinoise sur la montagne taoïste de Qiyun Shan, dans la province du Anhui.

## Archives
En 2000, Bernard Besret a déposé des archives à la bibliothèque Yves-Le-Gallo du Centre de recherche bretonne et celtique (CRBC) de l'université de Bretagne occidentale (Brest). Ces archives concernent l'abbaye Notre-Dame de Boquen et l'histoire religieuse bretonne. Leur inventaire est disponible sur le site du CRBC.